# Jesús Malverde

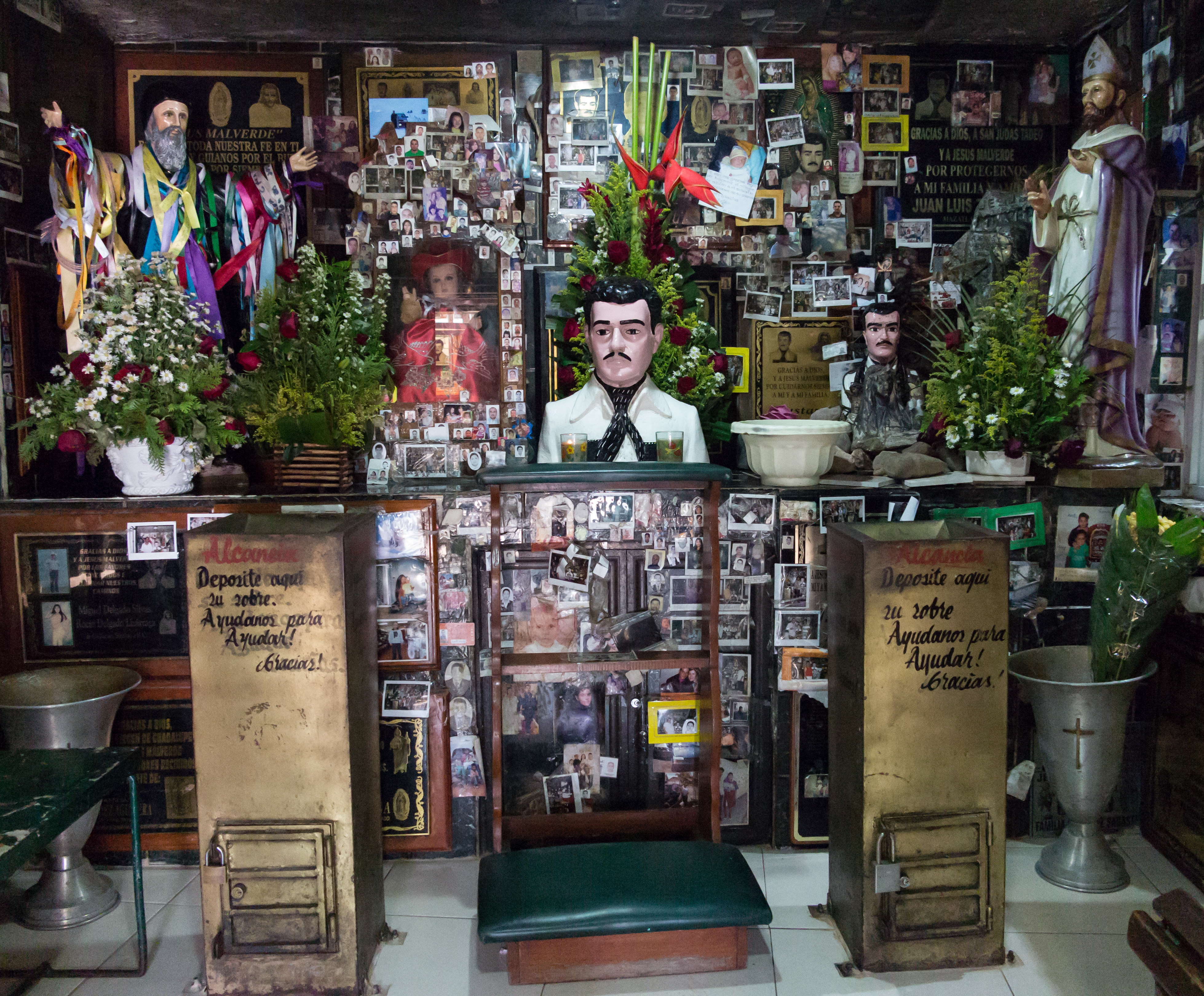
"Chapelle" en l'honneur de Jesús Malverde à Culiacán au Mexique.

Jesús Malverde  est un personnage mythique du nord du Mexique, qui,  selon la légende serait né le 24 décembre 1880 dans l'État de Sinaloa et décédé dans le même État le 3 mai 1909.
Selon certaines sources il aurait travaillé a la construction du chemin de fer occidental en tant que maçon ou poseur de voies.
Devenu hors la loi, il s'attaque aux familles riches de la région, répartissant son butin entre ses amis et les gens de son village.
Ses exactions donnèrent lieu a sa poursuite par les autorités, le gouverneur de l'État de Sinaloa, le général Francisco Cañedo (es) offrant une récompense pour son arrestation. 
Il fut tué en 1909 par les forces de l'ordre, les circonstances exactes de sa mort ne sont pas connues.
Jesús Malverde fait l'objet de la vénération, à partir des années 1970 de certaines populations pour la plupart d'entre elles liées a des  cartels, son principal sanctuaire se trouve à Culiacán.
D'autres sanctuaires existent aussi ailleurs dans le pays.
Une prétendue  tombe  de Jesús Malverde se trouverait à Culiacán.
La recherche de l'existence réelle de ce personnage a fait l'objet de travaux de nombreux  chercheurs dont ceux Patricia Castro spécialiste de l'histoire de l'État de Sinaloa ainsi que de celle de César Güemes, dont le travail d'investigation sur le mythe populaire de Jesús  Malverde a obtenu le prix national de journalisme culturel Fernando Benitez (es). 
Ces deux auteurs coincident sur le fait qu'il s'agit d'un personnage issu de l'imagination populaire et qui n'a jamais existé.